# Pandosia

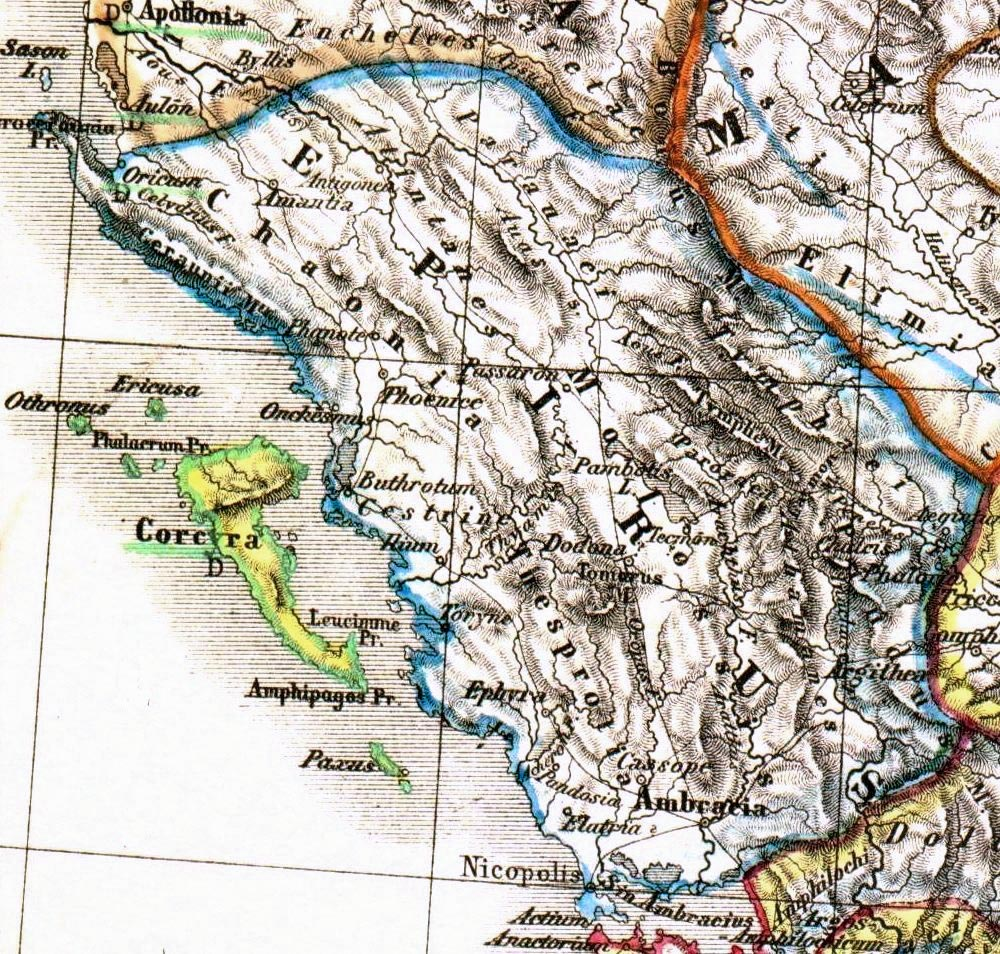
Mapa del antiguo Reino de Epiro con la situación de Pandosia cerca de la costa del mar Adriático, al sur.

Pandosia (en griego: Πανδοσία)  fue una antigua ciudad griega en la región de Epiro.
Es mencionada por Demóstenes como una de las ciudades situadas en Casopia, junto con Elatria y Buqueta que eran colonias de Élide y fueron conquistadas por Filipo, quien las cedió a su cuñado Alejandro de Epiro.
Suele localizarse cerca de la actual Tricastro. Se conservan monedas de Pandosia de época helenística con la inscripción «ΠΑΝ». También se menciona Pandosia en listas de teorodocos de Epidauro del siglo IV a. C.